# Балдак
Балда́к — подставка в виде рогатки, предназначенная для транспортировки ловчей птицы (беркута, балобана, сокола и т. д.) всадником при выезде на охоту. Изготавливается из дерева или рогов горного козла.
Балдак при верховой езде упирается в переднюю луку седла. Охотник либо придерживает рукой балдак, на котором сидит птица, либо кладёт на балдак руку и усаживает на неё птицу.
Термин «балдак» используется в казахском, киргизском и русском языках. В казахском языке также используется синонимичный термин «аша-агач».

## Другие значения и эволюция термина
В казахском языке слово «балдак» (каз. балдақ) имеет ещё несколько значений:
- Балдак — эфес или рукоять холодного оружия (меча или сабли).
- Балдак — костыль или трость.
- Балдак — колечко или петля для крепления шторы.
- Балдак — национальный орнамент в виде рогатки, обычно применяемый при росписи войлока[3].

От слова «балдак» в значении «трость, палка» произошло русское слово «набалдашник», означающее утолщение на верхнем конце трости, палки или иного продолговатого предмета.